# Lise Myhre

Lise Myhre (2020)

Lise Myhre (* 1. November 1975 in Skedsmo) ist eine norwegische Comiczeichnerin. Ihr bekanntestes Werk ist der Cartoon Nemi.

## Werdegang
Nach ihrem kurzen Grafikdesign-Studium am Santa Monica College in Kalifornien begann Lise Myhre ihre Karriere damit, CD- und T-Shirt-Drucke zu zeichnen. Sie nahm auch an Karikatur-Wettbewerben teil und fing an, Beiträge zu Larsons Gale Verden, der norwegischen Version von Gary Larsons Zeitschrift The Far Side, zu verfassen.
Ab 1997 bekam Myhre ihre eigene Seite in Larsons Gale Verden, „Den svarte siden“ (Deutsch: Die schwarze Seite), und diese entwickelte sich zu Nemi. Ab 1999 erschien Nemi in der norwegischen Zeitung Dagbladet, zunächst als Gastcartoon und ab 2000 regelmäßig. Das erste Nemi-Album wurde im Sommer 2000 veröffentlicht und war ein großer Erfolg. Seit Myhre im Januar 2003 den Verlag (von Bladkompaniet zu Egmont) gewechselt hat, erscheint alle sechs Wochen eine neue Nemi-Zeitschrift in norwegischer Sprache (bokmål).
Nemi ist mittlerweile mit einer Auflage von mehr als 70.000 Exemplaren nach Pondus der zweitpopulärste Cartoon in Norwegen und wird in ungefähr 60 unterschiedlichen Zeitungen, Magazinen und Webseiten in Norwegen, Schweden, Finnland, England und Schottland veröffentlicht. Unter diesen sind metro (in England und Schottland), Dagens Nyheter (Schweden), Ilta-Sanomat (Finnland) und Dagbladet (Norwegen) die Größten. In die deutsche Sprache übersetzt erschien 2006 der gebundene Cartoon Nemi Band 1, gefolgt von Band 2 (2008) und 3 (2013). Band 4 ist übersetzt nur auf Englisch erhältlich.
Lise Myhre hat auch Gedichte von Edgar Allan Poe und André Bjerke veranschaulicht.
Sie ist mit dem norwegischen Bassisten und Sänger Simen Hestnæs verheiratet und hat einen Sohn.